# موسسه سیاست توسعه پایدار
مؤسسه سیاست توسعه پایدار (به انگلیسی: Sustainable Development Policy Institute)، یک سازمان پژوهشی غیرانتفاعی است که در اسلام‌آباد پاکستان مستقر است. این سازمان در سال ۱۹۹۲ با هدف ترویج توسعه پایدار در پاکستان و منطقه جنوب آسیا از طریق پژوهش، تجزیه و تحلیل سیاست و هواداری بنیان‌گذاری شد.
این مؤسسه، پژوهش دربارهٔ طیف گسترده‌ای از موضوعات مرتبط با توسعه پایدار، از جمله تغییرات آب و هوایی، انرژی، منابع آب، کشاورزی، بهداشت، آموزش و کاهش فقر انجام می‌دهد. همچنین به دولت‌ها، سازمان‌های غیردولتی و دیگر سازمان‌هایی که در این زمینه‌ها کار می‌کنند، کمک‌های فنی و خدمات مشاوره‌ای ارائه می‌کند.